# Where Is My Mind?
Pistes de Surfer Rosa
River Euphrates Cactus
Where Is My Mind? est une chanson du groupe Pixies, écrite par Frank Black et parue sur l'album Surfer Rosa en 1988. On pourrait traduire le titre par « Où est mon esprit ? » ou encore « Où ai-je la tête ? ». Depuis le film Fight Club paru en 1999, la chanson a pris un véritable essor, faisant d'elle un classique, un standard du rock. Elle fut reprise également dans d'autres genres.
Frank Black a écrit cette chanson alors qu'il suivait des cours à l'université du Massachusetts à Amherst, s'inspirant de ses expériences de plongée sous-marine dans les Caraïbes.

## Création du morceau et notoriété
Franck Black a initié le thème de la chanson en décrivant ce qu'il a vécu lors d'une plongée sous-marine. Les autres membres du groupe ont enrichi le morceau de leurs arrangements musicaux.
La chanson a connu le succès grâce à la scène finale de Fight Club au milieu d'effondrement de tours, deux ans avant les attentats du World Trade Center.
La NASA a intégré ce titre parmi d'autres dans un playlist pour accompagner une expédition martienne pour leur robot analyseur Mars Rover.
Where Is My Mind? est également sélectionnée par l'équipe du Rock and Roll Hall of Fame pour faire partie de sa liste des 660 « chansons qui ont façonné le rock 'n' roll ».

## Reprises
La chanson a été reprise par plusieurs artistes ou groupes :
- Le groupe Nada Surf, sur l'album Where Is My Mind?: A Tribute to the Pixies pour un hommage pour le groupe. D'autres artistes ont repris les autres singles des Pixies.
- Le groupe anglais Placebo a repris la chanson sur le supplément de l'album Sleeping with Ghosts. Ils jouent également Where Is My Mind? comme dernière chanson de leurs concerts depuis plusieurs années.
- James Blunt, sur son album live Chasing Time: The Bedlam Sessions.
- Weezer a repris ce morceau au Not So Silent Night 2017
- La chanteuse Storm Large a repris ce morceau sur l'album Ladylike Side One sorti en Juin 2005
- Ghoti Hook, dans son album Songs We Didn't Write où comme le nom du titre de l'album, ce sont les chansons qu'il n'a pas écrites.
- M.I.A. en a fait une reprise plutôt libre sur son album de 2007, Kala. Cependant, la chanson a été renommée $20.
- Le groupe Bassnectar a fait un remix de la chanson.
- Le groupe Kings of Leon a également repris cette chanson en live à plusieurs reprises.
- Saule a repris ce titre à diverses reprises en concert ou en sessions studio.
- Le compositeur Maxence Cyrin a réalisé une reprise du morceau au piano, sur son album Növo Piano en 2010.
- Yoav feat. Emily Browning ont également fait une reprise pour le film Sucker Punch.
- Le rappeur Professor Green a fait une reprise sous le nom de Spinning Out.
- Le groupe Rockin'1000 Biggest Band Rock Rockin'1000 a également repris cette chanson en live le 29 juin 2019 au Stade de France Paris devant 55 000 spectateurs.

## Utilisations dans des films et séries, jeux vidéo, et philosophie

### Films
En 1993, pour le film Albert souffre de Bruno Nuytten, la BO est presque intégralement des Pixies, comprenant Where is my Mind. Sauf indication contraire, les informations mentionnées dans cette section peuvent être confirmées par le générique de fin de l'œuvre audiovisuelle présentée ici, ainsi que par la base de données cinématographiques IMDb,  présente dans la section « Liens externes ».
Where Is My Mind? a été choisie par David Fincher pour clore son film Fight Club en 1999, particulièrement en lien avec le thème du film.
Dans le même esprit, la chanson clôt le film Janis et John de Samuel Benchetrit, sorti en 2003, et Gaz Bar Blues de Louis Bélanger, sorti la même année.
Elle fait aussi partie de la bande originale du film Mr. Nobody de Jaco Van Dormael, Le Poulpe de Guillaume Nicloux, sorti en 1998, Observe and Report en 2009, Horns en 2014, Nos futurs, Big Ass Spider en 2015 et Knock Knock également en 2015.
La chanson est reprise au piano dans Une drôle d'histoire en 2010.
La chanson est présente dans les films français Au bout des doigts (2018) et Play (2019).
Le film Malignant de James Wan utilise une reprise de la chanson, en référence à Fight Club.

### Séries télévisées
- The Leftovers (saison 2)
- La chanson clôt le dernier épisode de la série Les 4400 ;
- Elle a aussi été reprise par Ariane Moffatt dans la série québécoise Trauma ;
- On la retrouve encore dans la série Veronica Mars ;
- Une version reprise au piano par Maxence Cyrin est utilisée à la fin du neuvième épisode de la saison 1 de Mr. Robot et dans le film Le Doudou ;
- Une reprise par Mindy Jones (en) est également présente dans l'épisode 9 de la 1re saison de Blindspot ;
- La chanson est présente au début de l'épisode 11 saison 2 de la série Esprits criminels.
- La chanson sert de générique à la série télévisée française Sam dans la deuxième saison.
- Une reprise par l’artiste AG conclut l’épisode 7 de la saison 2 de Roswell, New Mexico.
- La chanson est présente dans l'épisode 11, saison 4 de la série Covert Affairs, Dead.

### Sports
- La musique est utilisée comme thème d'entrée pour le catcheur de la AEW Orange Cassidy

### Publicités
- En 2021, la chanson est utilisée pour la promotion de l'eau de parfum de Thierry Mugler, Angel Nova ; dans la publicité, ce n'est pas la version originale que l'on entend, mais la reprise du groupe Nada Surf[6].

### Jeux vidéo
- Where Is My Mind? apparaît aussi dans la bande annonce de Dark Souls II.
- Une version reprise au piano est utilisée dans une bande annonce de Uncharted 4: A Thief's End[7].
- Le titre prête son nom à une mission dans Cyberpunk 2077.